# Beschermde natuurgebieden van Congo-Kinshasa

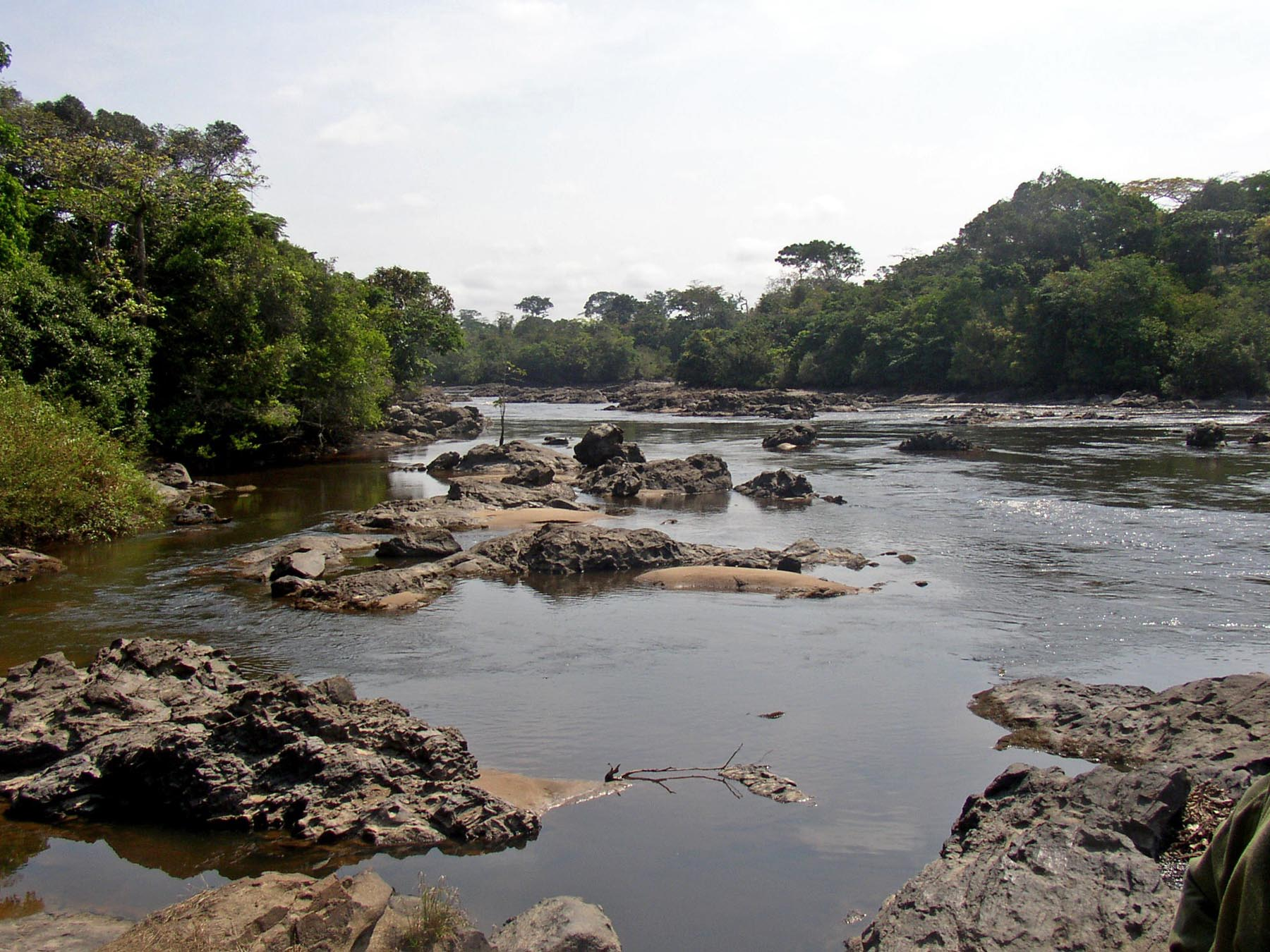
Epulu-rivier in het Okapiwildpark.

De beschermde gebieden in de Democratische Republiek Congo (Kinshasa) omvatten in 2022 een vijftigtal natuurgebieden:
Internationaal waren een twaaltal beschermde gebieden aangewezen:
- werelderfgoed: nationale parken Virunga, Garamba, Kahuzi-Biega en Salonga, en het Okapiwildpark
- biosfeerreservaat (UNESCO): Luki, Yangambi, Vallei van de Lufira
- waterrijke gebieden van internationaal belang in het kader van de Conventie van Ramsar: Ngiri, nationale parken Virunga en Mangroves, en de Vallei van de Lufira.

De nationale indeling omvat een veertigtal gebieden: 
- nationale parken: Garamba, Kahuzi-Biéga, Kundelungu, Lomami, Maiko, Mangroves, Salonga, Upemba, en Virunga
- biosfeerreservaten: Lufira, Luki en Yangambi
- gemeenschapsreservaten: Lyondji Bonobo Community Reserve, en Ekolo ya Bonobo
- jachtreservaten: Bombo Lumene, Bili-Uere, Gangala-na-Bodio, Maika-Penge, Rutshuru, Swa-Kibula, Bushimaie, Rubi-Tele en Bomu
- andere natuurreservaten: Mangroves, Itombwe, Abumonbazi, Tayna, Sankuru, Mangai, Tshangalelemeer, Tumba-Lediima, Ngiri, Lomako-Yokokala en N'Sele en het primatenreservaat Kisimba Ikobo.

Samen beslaan deze gebieden 324.290 km2, ofwel 13,83% van de oppervlakte van het land. 